# Schlacht bei Guastalla
Kehl
– Pizzighettone
– Danzig
– Bitonto
– Trarbach
– Bari
– Colorno
– Parma
– Philippsburg
– Quistello
– Guastalla
– Gaeta
– Capua
– Messina
– Siracusa
– Klausen
– Trapani

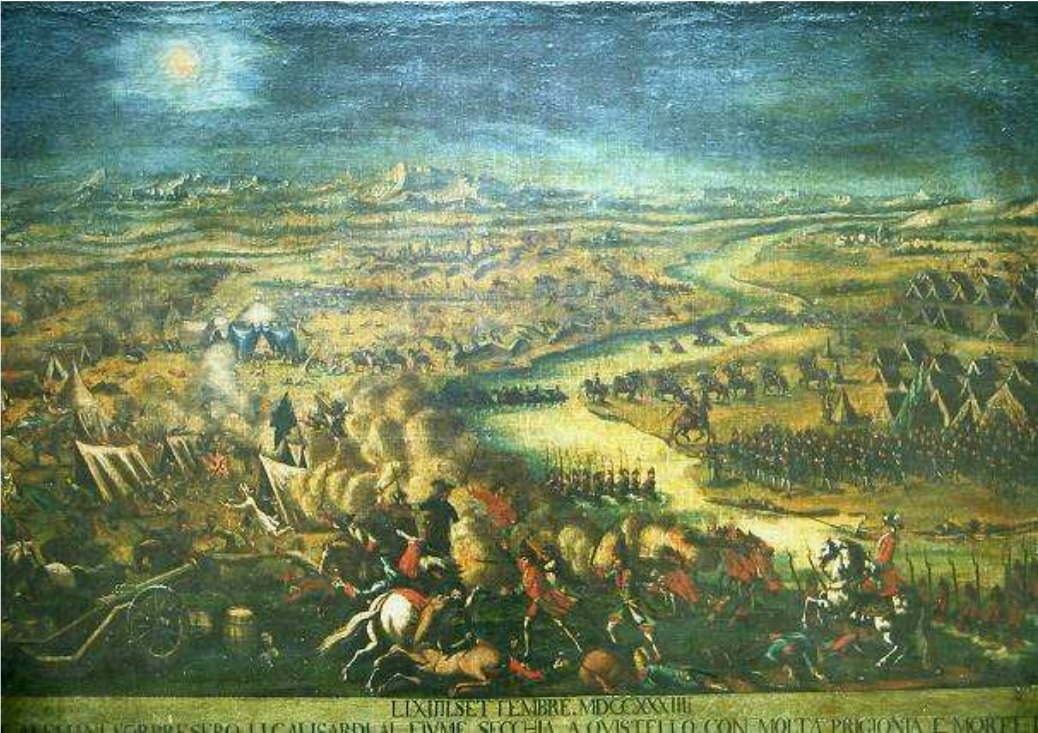
Gemälde der Schlacht. Gemälde von Pietro Mazzoccoli (1705–1779)

Die Schlacht bei Guastalla wurde während des Polnischen Thronfolgekriegs am 19. September 1734 zwischen Piemontesen und Franzosen auf der einen und Österreichern auf der anderen Seite ausgetragen. Guastalla liegt in der norditalienischen Region Emilia-Romagna, nahe dem Fluss Po.

## Hintergrund
König Karl Emanuel III. von Savoyen vereinbarte am 26. September 1733 in Turin mit Franzosen und Spaniern ein gemeinsames Vorgehen in diesem erneuten europäischen Krieg um dynastische Machtinteressen. Frankreich verpflichtete sich dazu, 40.000 Soldaten für den Kampf gegen die Habsburger bereitzustellen, die seit dem Ende des Spanischen Erbfolgekriegs Süditalien und das Herzogtum Mailand beherrschten. Das Königreich Sardinien-Piemont, das sich dieses Herzogtum einverleiben wollte, stellte 24.000 Soldaten bereit. Das bourbonische Spanien (auch in Frankreich herrschten die Bourbonen) sollte für seinen Kriegseintritt die Herzogtümer Toskana, Mantua, Parma und Piacenza und auch wieder Süditalien erhalten. Den Oberbefehl über die Streitkräfte in Italien sollte Karl Emanuel III. führen.
Der österreichische Gouverneur von Mailand, General Daun, verfügte nur über 12.000 Soldaten, weswegen er in der Lombardei nur wenige, aber an entscheidenden Stellen liegende Garnisonen besetzt hielt und sich mit dem Gros seiner Truppen nach Mantua zurückzog. Am 11. Dezember 1733 zog Karl Emanuel III. mit seiner Garde in Mailand ein und belagerte die Burg der Stadt, in der sich die österreichische Besatzung nicht ergeben wollte. Die Burg wurde dann am 29. Dezember eingenommen.
Jetzt schickten die Österreicher 60.000 zusätzliche Soldaten nach Italien, die am 29. Juni 1734 in der Schlacht bei Parma in einen ersten blutigen Konflikt verwickelt wurden und dabei 6000 Mann verloren. Anfang September gelang den Österreichern unter Graf Königsegg bei Gardella ein kleinerer Erfolg, dann planten sie einen entscheidenden Angriff auf die gegnerischen Stellungen bei Guastalla.
Da die Truppe in einem beklagenswerten Zustand und in der gesamten Umgebung des Lagers kein Proviant mehr aufzutreiben war, beschloss Königsegg am 15. September, das Lager zu räumen und Richtung Quistello zu marschieren. Dabei gelang es den Kaiserlichen am nächsten Morgen, mit einem Überraschungsangriff die zwischen Quistello und Bondanello ruhende französisch-sardinische Armee in die Flucht zu schlagen und das gesamte Feldlager zu erobern. Bei dieser Operation führte Friedrich Ludwig ein Korps von 10.000 Mann gegen die Ortschaft San Benedetto, wo König Karl Emanuel sein Hauptquartier hatte. Karl Emanuel musste in Nachthemd und Hausschuhen die Flucht ergreifen. Die französisch-sardinische Armee zog sich in die Gegend von Guastalla zurück.

## Verlauf der Schlacht
Auf Grund einer Information der Kundschafter über einen Rückzug der Franzosen ließ Königsegg am Morgen des 19. September 1734 gegen 10 Uhr den Gegner angreifen. Jedoch hatte sich Karl Emanuel etlichen desertierenden Einheiten in den Weg gestellt und konnte mit weiteren, frisch mobilisierten Reserven seine Stellungen gegen die Österreicher verteidigen. Während diese kaiserlichen Regimenter bis zum Mittag in immer neuen Wellen angriffen, schlugen die jetzt insgesamt 49.000 piemontesischen und französischen Soldaten zurück, so dass die Kaiserlichen hohe Verluste hatten und keinen Erfolg erringen konnten.
Als die Schlacht endete, hatten Piemontesen und Franzosen 5.000 Mann verloren.
Die Österreicher verloren 7.000 Mann, darunter den sächsisch-polnischen Reitergeneral und kaiserlichen Generalfeldzeugmeister Prinz Friedrich Ludwig von Württemberg-Winnental, bis wenige Wochen vorher Oberbefehlshaber der kaiserlichen Truppen in Italien, den gegen 13 Uhr mehrere Kugeln trafen.
Nachdem die französisch-piemontesische Armee ihren Sieg nicht weiter ausnutzte, konnten die österreichischen Verbände bei Luzzara ihre Lage stabilisieren und einen weiteren Vormarsch auf Mantua verhindern (an einer Eroberung Mantuas war Karl Emanuel nicht weiter interessiert, weil es im Fall eines Sieges an die Spanier abgetreten werden sollte, was prinzipiell gegen piemontesische Interessen war).
Neben Württemberg waren der Generalfeldwachtmeister Colmenero gefallen, der FML Graf Valparaiso war schwer verwundet und starb am 27. Dezember 1734. Auf französischer Seite fielen die Generalleutnants Marquis d’Affry (Schweizer), Marquis de Lannion und Marquis de Peze, ferner der Maréchal de camp Marquis de Caste sowie der Brigadier Graf de Montjeon.

## Weiterer Verlauf
Während der Kämpfe in Norditalien hatte Spanien eine Invasionsflotte nach Mittel- und Süditalien entsandt, wo sich die zahlenmäßig unterlegenen Österreicher nach und nach zurückziehen mussten. Bis August 1734 hatten die Spanier die Toskana und das Königreich Neapel unter ihre Kontrolle gebracht. Österreich blieb in Italien nur noch Mantua. Trotz mancher Bemühungen, in dieser kritischen Situation einen Waffenstillstand zu erreichen, ging der Krieg bis Oktober 1735 weiter. Am 3. Oktober 1735 schlossen Ludwig XV. und Kaiser Karl VI. (ohne die Bündnispartner zu benachrichtigen) einen Waffenstillstand. Durch den anschließenden Friedensvertrag erhielten die spanischen Bourbonen Neapel und Sizilien (die Bourbonen dort verselbständigten sich dann), Piemont bekam Tortona, Novara, Vigevano und andere kleinere Landstriche, Karl VI. durfte Mailand und Mantua behalten und erhielt dazu noch Parma und Piacenza. Der Herzog von Lothringen erhielt die Toskana, die durch die Heirat mit Maria Theresia dann an die österreichische Nebenlinie Lothringen-Habsburg (oder Habsburg-Lothringen) kam. Ludwig XV. erkannte die Pragmatische Sanktion an. Der Friede wurde in dieser Form erst 1738 in Wien von allen beteiligten Parteien besiegelt. Bereits zwei Jahre danach starb Kaiser Karl VI. ohne männlichen Thronerben. Dies führte zu einem weiteren, von dynastischen Machtinteressen geprägten europäischen Krieg, den Österreichischen Erbfolgekrieg.